# Boogiepop and Others
Boogiepop and Others (ブギーポップは笑わない  Bugīpoppu wa Warawanai Boogiepop and Others?) es una novela ligera japonesa escrita por Kouhei Kadono e ilustrada por Koji Ogata. Fue lo primero en publicarse sobre la serie Boogiepop, lanzado en 1998 por MediaWorks y fue ganador del cuarto concurso Dengeki Game Novel. Boogiepop and Other abarca los hechos anteriores a Boogiepop Phantom.
En 1999 comenzó a publicarse una adaptación a manga por Kouji Ogata. La historia tiene lugar en una ciudad japonesa sin mencionar, y sigue a cinco estudiantes de la Academia Shinyo mientras intentan armar el rompecabezas sobre una nueva droga y las desapariciones recientes entre la población estudiantil. Mientras que los maestros creen que solo son fugitivos, las alumnas susurran entre ellas acerca de la leyenda urbana Boogiepop, de quien se dice que es un shinigami.

## Título
Los títulos utilizados en la serie Boogiepop se pueden separar en varios. El título completo en japonés de esta novela es Boogiepop wa Warawanai Boogiepop and Other. La traducción de Boogiepop wa Warawanai es Boogiepop nunca ríe.
Esto se refiere al personaje Boogiepop, que generalmente se lo describe como un personaje inexpresivo, y nunca se lo ve reír o sonreír. Boogiepop and Others simplemente se refiere al personaje Boogiepop, y los "otros" personajes.

## Argumento
Mientras espera a que su novia llegue, Keiji Takeda ve a un hombre de aspecto harapiento atravesando la ciudad. Una persona bajo una capa negra habla con el hombre después de que se derrumba, reprendiendo a la multitud por no ayudarlo. Al llega la policía, los dos escapan, pero lo que más sorprendió a Takeda fue que la persona encapuchada tiene el rostro de su novia Touka Miyashita.
Al día siguiente, Miyashita actúa como si nada hubiera pasado el día anterior. Takeda trata de hablar con ella después de la escuela, pero con quien se termina reuniendo es con la muchacha encapuchada. Al enfrentarse a ella, la extraña se presenta como Boogiepop. Boogiepop afirma ser una personalidad dividida de su novia, que ha emergido para proteger al mundo. Boogiepop le explica a Takeda que Miyashita desconoce su existencia y que modificará sus recuerdos para explicar los períodos en blanco. Boogiepop ha aparecido esta vez para enfrentar a un devorador de hombres que se esconde en la escuela.

## Personajes
- Eco (Japonés: エコーズ;  Hepburn: Ekōzu?), ser que toma la forma de la etapa final de la evolución humana. La Organización Towa lo usa para crear humanos sintéticos, y crear un clon de él: Mantícora. Cuando Mantícora  escapa de la Organización Towa, Eco busca matarlo. Su nombre se debe a Eco.
- Mantícora (Japonés: マンティコア;  Hepburn: Manteikoa?), clon de Eco hecho por la Organización Towa. Mantícora escapó de ellos y trató de esconderse en la Academia Shinyo tomando la forma de Minako Yurihara. Mantícora lleva el nombre de la criatura de la mitología persa, un devorador de hombres.
- Boogiepop (Japonés: プギー;  Hepburn: Bugīpoppu?), es el shinigami del que se rumorea entre las alumnas de la Academia Shinyo, pero ¿es su origen verdaderamente sobrenatural? ¿o es simplemente una personalidad alternativa de su "anfitrión", Touka Miyashita?
- Touka Miyashita (Japonés: 花下藤花;  Hepburn: Miyashita Tōka?), estudiante de segundo año en la Academia Shinyo, quien sale con Keiji Takeda. Dentro de su bolso deportivo, se encuentran la ropa y el equipo de su otra identidad, la shinigami Boogiepop.
- Nagi Kirima (Japonés: 霧間凪;  Hepburn: Kirima Nagi?), conocida como la bruja del fuego. Estudiante de segundo año en la Academia Shinyo, pasa más tiempo investigando los misteriosos acontecimientos que en clase.
- Naoko Kamikishiro (Japonés: 子木城直;  Hepburn: Kamikishiro Naoko?), estudiante de tercer año en la Academia Shinyo. Ella se encuentra con Eco y se siente obligada a ayudarlo, solo para descubrir que compartieron un enlace telepático .
- Akio Kimura  (Japonés: 雄明雄;  Hepburn: Kimura Akio?), estudiante de segundo año en la Academia Shinyo, está enamorada de Naoko Kamikishiro.
- Keiji Takeda (Japonés: 竹田啓司;  Hepburn: Takeda Keiji?), estudiante de tercer año en la Academia Shinyo, pensó que sabía todo sobre su novia, Touka Miyashita, hasta que conoció a Boogiepop.
- Masami Saotome (Japonés: 早乙女正美;  Hepburn: Saotome Masami?), estudiante de primer año en la Academia Shinyo. Saotome siente una extraña atracción por las mujeres fuertes y peligrosas. Rechazado por Nagi Kirima, dirige su afecto hacia Mantícora, y comienza a ayudarla a esconderse en la sociedad humana, y a usar su poder para su beneficio.
- Kei Niitoki (Japonés: 敬刻敬;  Hepburn: Niitoki Kei?), estudiante de segundo año en la Academia Shinyo y el presidente del Comité de Disciplina. Se caracteriza por su baja estatura.
- Kazuko Suema (Japonés: 子間和子;  Hepburn: Suema Kazuko?), estudiante de segundo año en la Academia Shinyo. Suema tiene una reputación entre los demás estudiantes debido a su inusual conocimiento de la psicología criminal.
- Shiro Tanaka (Japonés: 郎志郎;  Hepburn: Tanaka Shirō?), estudiante de primer año en la Academia Shinyo y estrella en ascenso del Club de Tiro con Arco, está saliendo con Naoko Kamikishiro.

## Película en imagen real
Boogiepop and Others fue adaptada a una película de imagen real con el mismo nombre dirigida por Ryu Kaneda, que se estrenó en Japón el 11 de marzo de 2000. La película fue dirigida por Ryu Kaneda y protagonizada por Sayaka Yoshino como Touka Miyashita / Boogiepop. MediaWorks, Hakuhodo y Toei Video participaron en la producción de la película.
El papel de Asumi Miwa como Naoko Kamikishiro fue considerado el más exigente de todos. Sus escenas fueron filmadas en rápida sucesión, por lo que terminó antes que el resto del elenco. Miwa consideró que la escena en la que se encuentra con Echoes por primera vez fue la más exigente de todas. Sayaka Yoshino abandonó sus vacaciones de verano para aparecer en la película y tuvo que actuar en el "traje de sauna" de Boogiepop, en días que alcanzaron los 35 °C. Maya Kurosu pasó dos meses en entrenamiento para poder actuar en las escenas de acción en su papel como Nagi Kirima.
Se planeó una campaña que consistía en estrenar la película antes de la serie de anime Boogiepop Phantom, debido a la lógica de que los hechos ocurridos en Boogiepop and Others son anteriores a los relatados en la serie de anime mencionada, pero el estreno de la misma se pospuso hasta que la serie había casi terminado su primera emisión, con lo que esta estrategia no resultó.

### Diferencias con la novela
Aunque la novela ligera y el manga son casi idénticos en trama y personajes, la película de imagen real difiere en algunas áreas del desarrollo e interacción entre los personaje. Suema desarrolla un enamoramiento por Kirima después de su primer encuentro en la película, pero este aspecto de su relación está ausente en la novela original. Saotome nota que con el tiempo, Manticore se había convertido en la Minako Yurihara original, y se preguntaba quién había sido realmente consumido. En la novela ligera y el manga retratan la personalidad de Manticore como dominante, sin dejar rastro de la Minako Yurihara original, aparte de su forma física adoptada. La película también muestra cómo Miyashita y Takeda comenzaron a salir, cuando Miyashita le da a Takeda un reloj por su cumpleaños, un elemento de su relación que no estaba cubierto en la novela ligera ni el manga.

### Música
La banda sonora de la película de Boogiepop and Others, titulada Boogiepop Kimi ni Tsutaetai Koto (Álbum de música inspirada en Boogiepop and Others), fue compuesta por Yuki Kajiura e incluyó una amplia gama de estilos musicales que incluyen jazz, pop y piano. Cada una de las canciones originales compuestas representaba un tema de la película, como la canción "Forget-me-not", que representa temáticamente a Naoko Kamikishiro y Kimura Akio.
Una versión de la clásica obertura Die Meistersinger von Nürnberg de Richard Wagner se incluyó en el álbum como una canción adicional, con arreglos de Yoshihisa Hirano y dirigida por Orie Suzuki. La banda sonora fue lanzada originalmente en Japón por Media Factory el 25 de marzo de 2000.

## Anime
Con motivo del vigésimo aniversario del debut de la novela original de Kouhei Kadono, se anunció una adaptación a anime de la misma. La serie fue dirigida por Shingo Natsume y escrita por Tomohiro Suzuki, con animación de Madhouse. Hidehiko Sawada se encargó de los diseños de los personajes, mientras que Kensuke Ushio se encargó de la composición musical. La serie se estrenó el 4 de enero de 2019 y se emite por AT-X y otros canales. Crunchyroll adquirió los derechos internacionales de transmisión vía streaming de la serie, a excepción de Japón.

## Recepción
La novela Boogiepop and Others ganó el cuarto concurso de novelas Dengeki Game Novel en 1997. Las novelas en inglés han recibido críticas favorables. También ha recibido elogios por romper "las reglas de la narrativa abierta", especialmente por como permite que los personajes crezcan en el lector.
El lanzamiento en inglés de la película de imagen real ha tenido una recepción mixta. Si bien los personajes y la trama fueron bien recibidos, los efectos especiales y los disfraces han sido descritos como "exagerados", pero "correctos para algo de este nivel y presupuesto". Ha sido recomendada principalmente para los fanáticos de Boogiepop Phantom, con el fin de obtener "una visión completa de los eventos de Boogiepop".